# Odontoblast
Odontoblasten zijn cellen van ectodermale oorsprong (meer specifiek de craniale neurale lijst) en zijn verantwoordelijk voor de vorming van dentine. 
Odontoblasten zitten in de perifere pulpa tegen het dentine aan. Het aantal odontoblasten in het coronaire gedeelte bij gezonde tanden wordt geschat op ongeveer 70.000 cellen per mm². In de wortel is dit aantal lager. Odontoblasten scheiden dentine uit gedurende het gehele leven (secundair dentine zodra de vorming van de wortels voltooid is).
Odontoblasten hebben een verlenging in dentine canules. Het zijn waarschijnlijk deze verlengingen die verantwoordelijk zijn voor de gevoeligheid van dentine voor temperatuur- en vochtigheidsschommelingen.
Odontoblasten zijn niet in staat om zich te delen.
Door externe prikkels zoals cariës, zuren, diepe vulling en warmte zullen de odontoblasten gestimuleerd worden om extra dentine bij te maken aan de binnenzijde van het bestaande dentine. Dit noemt men tertiair dentine. 